# Jeanne Painchaud
Jeanne Painchaud (née à Montréal, Québec) est une écrivaine jeunesse, poète, scénariste, artiste et animatrice d’ateliers de création littéraire.

## Biographie
Depuis 1992, Jeanne Painchaud a écrit des recueils de poésie haïku, des recueils de récits, des albums jeunesse, et créé plusieurs projets de médiation et de diffusion de mots dans l'espace public (poèmes inscrits sur les trottoirs, expositions alliant mots et art visuel, etc.). Elle a participé à de nombreux collectifs et anthologies, au Québec et en France, notamment. Elle a été invitée à plusieurs événements littéraires au Québec, aux États-Unis, en France, en Belgique, au Sénégal et au Japon.

## Expositions
- Collaboration à De A à Z - 26 clins d'œil sur ta ville, expo en hommage au 375 ans de Montréal à l'Espace Jeunes à la Grande Bibliothèque, Montréal (février 2017 - janvier 2019), par l'installation ludique "Miam, Montréal", un abécédaire de (faux) plats montréalais en pâte de sel, plasticine, styromousse et autres matériaux, qui représente toutes sortes de plats qu'on peut manger à Montréal, venant de différentes communautés culturelles, de A à Z : B pour Bagel, C pour Curry, L pour Loukoums, P pour Poutine, W pour Won-ton, etc.
- Les mots sont des jouets, expo de haïkus « mis en scène » à l'aide de jouets et de lettres d'abécédaires, créée à l'Espace Jeunes de la Grande Bibliothèque, Montréal, 2009.
- Poésie de la fourchette, expo d'extraits de poèmes québécois «mis en scène» à l'aide de fourchettes, créée à la Maison de la culture Notre-Dame-de-Grâce, Montréal, 2002.
- Haïkus, poèmes en trompe-l'œil, des années 1920 à aujourd'hui, expo de haïkus «mis en scène» dans des boîtes d'entomologie, créée à la Maison de la culture Frontenac, Montréal, 1997.